# Manila Metro Rail Transit System
Le Manila Metro Rail Transit System est le troisième réseau de transport en commun ferroviaire de l'agglomération de Metro Manila (grand Manille), aux Philippines. Il comporte deux lignes, la ligne MRT-3 (« ligne jaune ») et la future MRT-7 (« ligne rouge ») et complète les deux lignes LRT-1 (ligne « verte ») et LRT-2 (ligne « bleue ») du métro léger de Manille (LRT).

## La ligne MRT-3

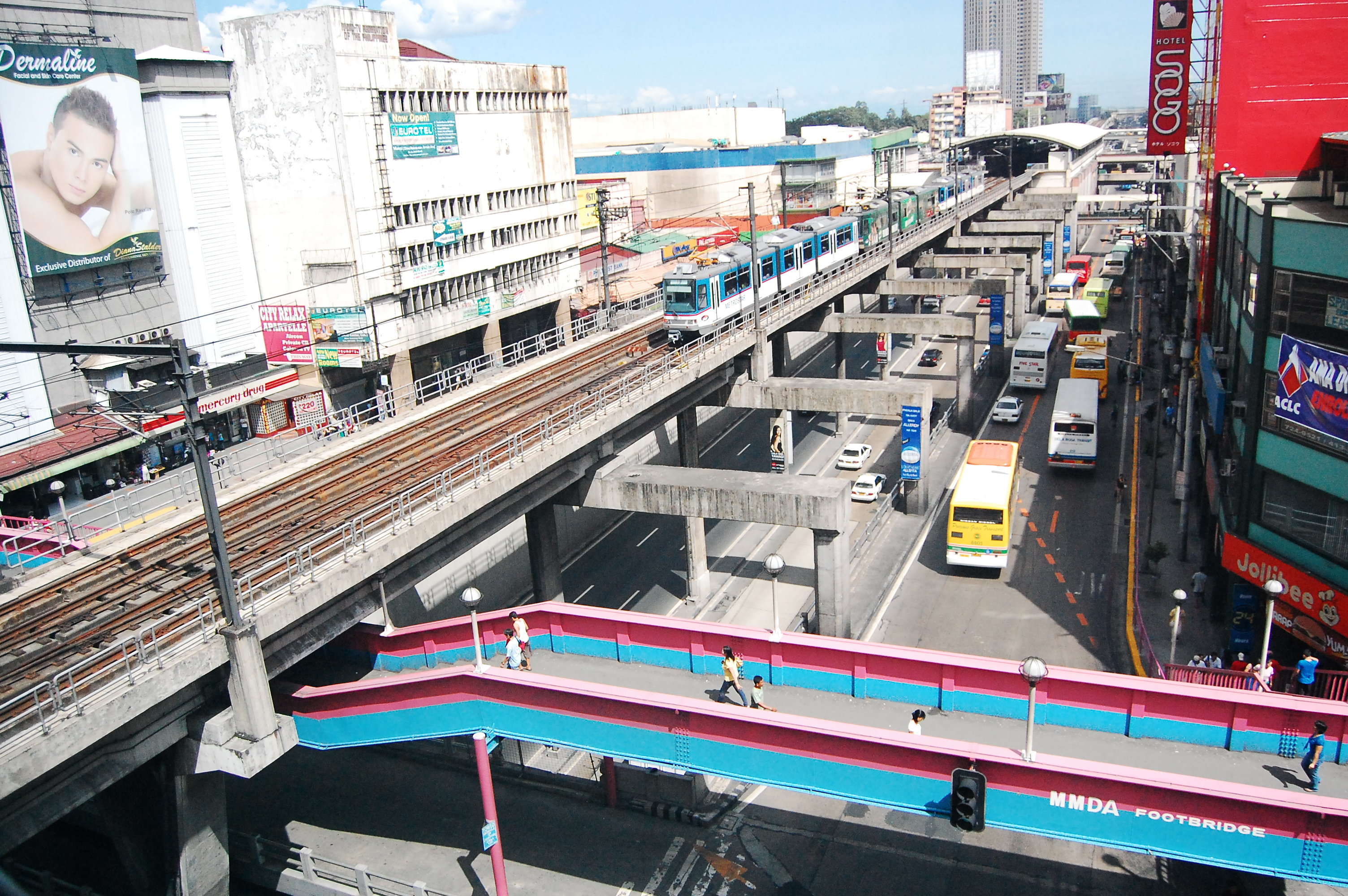
Rame Tatra approchant de la station Cubao (2009).

Ouverte en 1999, la ligne MRT-3 est longue de 16,95 km et compte treize stations. Les rames sont des ČKD Tarta RT8D5M. Elle est aussi opérée sous le nom de ligne bleue ou Metrostar express. Comme les deux lignes LRT, elle est fermée chaque année quelques jours pour maintenance au moment de la semaine sainte.
Depuis 2003, le MRT-3 fait partie du Strong Republic Transit System.
Afin d'en augmenter la capacité le gouvernement, sous la présidence de Benigno Aquino III, décide d'acheter seize rames neuves (48 caisses) au chinois CRRC Dalian en 2015. Ces dernières se révèlent être plus lourdes que ce que stipulait le contrat d'achat et ne sont finalement pas mises en service.
Début 2019, les opérations de maintenance ont été confiées au japonais Sumitomo, concepteur original de la ligne afin de pallier les lourds problèmes techniques qui la touchent, d'évaluer conjointement avec TÜV Rheinland la viabilité des rames CRRC Dalian, et de la rénover en profondeur. Le remplacement des rails, qui permettra de doubler la vitesse d'exploitation (passant de 30 à 60 km/h), est prévu d'être terminé à l'horizon 2021. Les efforts de rénovation commencent à porter leurs fruits dès septembre 2020 alors la ligne opère simultanément vingt-deux rames, à comparer aux 6 rames qui étaient disponibles en février 2017.

## La ligne MRT-7
Les travaux de la ligne MRT-7 sont lancés le 20 avril 2016 sous la présidence de Benigno Aquino III sous la forme d'un partenariat public-privé avec la San Miguel Corporation. Longue de 22 kilomètres avec 14 stations, elle reliera Quezon City à San Jose del Monte. Sa capacité initiale sera de 300 000 voyageurs par jour à son lancement et pourra être protée à 800 000 à terme. Les rames seront fournies par Hyundai Rotem.

## Le Manila Subway - Ligne 9
La ligne 9 du réseau de transport en commun de Manille prend la forme d'un métro souterrain, le premier du pays, construit en coopération avec le Japon. L'Agence de coopération internationale du Japon (JICA) et le gouvernement philippin signent l'accord financier en mars 2018, et le cout total du projet est estimé à 393 milliards de PHP (environ 7,8 milliard de $).
Le début des travaux a lieu le 27 février 2019 et ils doivent se terminer en 2025. La ligne comptera 17 stations de Quezon City (Mindanao avenue) à Parañaque (Buticon Station) en passant par le terminal 3 de l'aéroport international Ninoy-Aquino.

## Matériel roulant
| Matériel | Livraison | Constructeur | Nombre de rame | Nombre de voitures par rame | Ligne desservie | Photo |
| -------- | --------- | ------------ | -------------- | --------------------------- | --------------- | ----- |
| 3000     | 1999      | ČKD Tatra    | 19             | 3 à 4                       | 3               |       |
| 3100     | 2016      | CRRC Dalian  | 16             | 3                           | 3               |       |